# Torneio de Montreux de 1959
O Torneio de Montreux de 1959  foi a 33ª edição do Torneio de Montreux.

## Resultados
|    | Equipe        | Pts | J | V | E | D | GM | GS | DG  |
| -- | ------------- | --- | - | - | - | - | -- | -- | --- |
| 1º | Espanha       | 21  | 7 | 7 | 0 | 0 | 41 | 9  | 32  |
| 2º | Portugal      | 17  | 7 | 4 | 2 | 1 | 21 | 9  | 12  |
| 3º | Montreux HC   | 16  | 7 | 4 | 1 | 2 | 32 | 21 | 11  |
| 4º | Itália        | 16  | 7 | 4 | 1 | 2 | 22 | 18 | 4   |
| 5º | Inglaterra    | 13  | 7 | 2 | 2 | 3 | 21 | 26 | -5  |
| 6º | Alemanha      | 12  | 7 | 2 | 1 | 4 | 20 | 25 | -5  |
| 7º | Países Baixos | 10  | 7 | 1 | 1 | 5 | 12 | 30 | -18 |
| 8º | França        | 7   | 7 | 0 | 0 | 7 | 5  | 36 | -31 |

|               | Suíça | Itália | Portugal | Países Baixos | Espanha | Inglaterra | França | Alemanha |
| ------------- | ----- | ------ | -------- | ------------- | ------- | ---------- | ------ | -------- |
| Montreux HC   |       | 1-6    | 3-3      | 4-1           | 3-6     | 5-1        | 7-1    | 9-3      |
| Itália        |       |        | 1-6      | 5-3           | 0-2     | 3-2        | 5-2    | 2-2      |
| Portugal      |       |        |          | 5-1           | 0-1     | 3-3        | 3-0    | 0-6      |
| Países Baixos |       |        |          |               | 2-7     | 2-2        | 3-1    | 0-6      |
| Espanha       |       |        |          |               |         | 11-2       | 8-0    | 6-2      |
| Inglaterra    |       |        |          |               |         |            | 5-0    | 6-2      |
| França        |       |        |          |               |         |            |        | 1-5      |
| Alemanha      |       |        |          |               |         |            |        |          |